# کینگز پارک (نیویورک)
کینگز پارک (به انگلیسی: Kings Park) یک منطقهٔ مسکونی در ایالات متحده آمریکا است که در شهرستان سافک، نیویورک واقع شده‌است. کینگز پارک ۱۷٫۱ کیلومتر مربع مساحت و ۱۷٬۲۸۲ نفر جمعیت دارد و ۵۳ متر بالاتر از سطح دریا واقع شده‌است.